# Ronald Kukulies

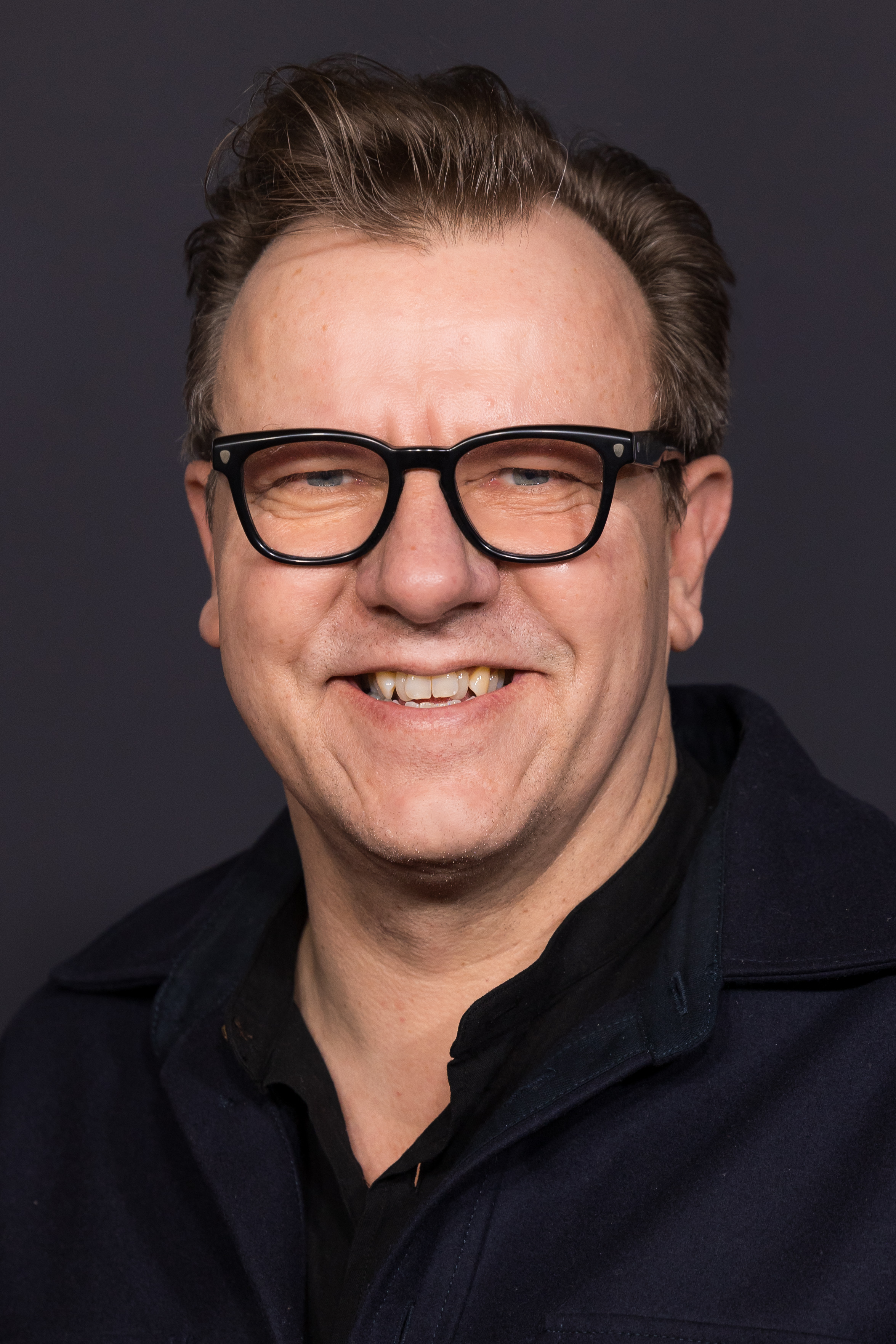
Ronald Kukulies (2024)

Ronald Kukulies (* 8. Dezember 1971 in Düsseldorf) ist ein deutscher Schauspieler.

## Leben
Kukulies studierte von 1994 bis 1999 an der Hochschule für Schauspielkunst Ernst Busch. Von 1999 bis 2006 spielte er an der Schaubühne am Lehniner Platz. Seit 2004 ist er in deutschen Fernsehproduktionen zu sehen. Von 2006 bis 2013 gehörte er zum Ensemble des Maxim-Gorki-Theaters in Berlin.

## Filmografie (Auswahl)
- 2004: Woyzeck
- 2008: Unschuld
- 2008: Mondkalb
- 2009: Tango im Schnee
- 2010: Tatort: Spargelzeit
- 2011: Tatort: Stille Wasser
- 2011–2012: Allein gegen die Zeit (Fernsehserie, acht Folgen)
- 2012: Der Blender
- 2012: Polizeiruf 110 – Fieber
- 2012: Polizeiruf 110 – Eine andere Welt
- 2013: Du bist dran
- 2014: Männertreu
- 2014: Wilsberg: Das Geld der Anderen
- 2014: Mord mit Aussicht (Fernsehserie, Folge 31 Klingelingeling)
- 2014: Heldt (Fernsehserie, Folge 11 Schmerzensgeld)
- 2014: Der Fall Bruckner
- 2014: Momentversagen
- 2014: Neufeld, mitkommen!
- 2015: Wir Monster
- 2015: Als wir träumten
- 2015: Weinberg
- 2015: Marie Brand und der schöne Schein
- 2016: Tatort: Hundstage
- 2016: Die Akte General
- 2016: Polizeiruf 110 – Endstation
- 2016: Winnetou – Der Mythos lebt (Fernsehdreiteiler)
- 2017: Toter Winkel
- 2017: Tatort: Borowski und das Fest des Nordens
- 2017: Ein Kind wird gesucht
- 2018: Transit
- 2018: Gladbeck
- 2018: Ballon
- 2018: So viel Zeit
- 2018: Arthurs Gesetz (Miniserie, 6 Folgen)
- 2019: Der Usedom-Krimi – Strandgut
- 2019: Tatort: Spieglein, Spieglein
- 2019: Helen Dorn – Nach dem Sturm
- 2019: Tatort: Falscher Hase
- 2019: Die Spur der Mörder
- 2019: Kühn hat zu tun
- 2020: Die Toten am Meer
- 2020: Alarm für Cobra 11 (Folge: Schöne neue Welt)
- 2020: Louis van Beethoven
- 2020: Altes Land (Fernsehfilm)
- 2021: Die Zukunft ist ein einsamer Ort
- 2021: Die Füchsin: Treibjagd
- 2021: Stralsund: Das Manifest
- 2021: Tilo Neumann und das Universum (Fernsehserie)
- 2021: Ein Mädchen wird vermisst (Fernsehfilm)
- 2021: Faking Hitler (Fernsehserie)
- 2022: Eingeschlossene Gesellschaft
- 2022: Wo ist meine Schwester?
- 2023: Klara Sonntag – Erste Liebe
- 2023: Babylon Berlin – Staffel 4
- 2023: Briefe aus dem Jenseits
- 2024: Tatort: Es grünt so grün, wenn Frankfurts Berge blüh’n
- 2024: Die Ermittlung
- 2025: Die Beste zum Schluss

## Hörspiele (Auswahl)
- 1999: Marius von Mayenburg: Feuergesicht (Paul) – Regie: Götz Fritsch (Hörspielbearbeitung – SFB/ORB/NDR)
- 2003: Jen Sacks: Nice – Regie: Irene Schuck (Kriminalhörspiel – DLR Berlin)
- 2004: Frank Becker: Snobby Dim – Regie: Beate Andres (Hörspiel – DLR)
- 2024: Edgar Linscheid und Stuart Kummer: GRЁUL 2 – Die Legende lebt (Hörspiel – WDR)[2]

## Auszeichnungen
- 2017 Preis der Deutschen Akademie für Fernsehen in der Kategorie Schauspieler Nebenrolle für Tatort – Borowski und das Fest des Nordens